# Theofilos (filme)
Theofilos é um filme de drama grego de 1987 dirigido e escrito por Lakis Papastathis. Foi selecionado como representante da Grécia à edição do Oscar 1988, organizada pela Academia de Artes e Ciências Cinematográficas.

## Elenco
- Dimitris Katalifos - Theofilos Hatzimichail
- Manthos Athinaios
- Thodoros Exarhos
- Stamatis Fasoulis
- Irini Hatzikonstadi
- Dimitris Kaberidis
- Dimitris Katsimanis
- Anastasia Kritsi
- Constantine Lyras
- Fraizi Mahaira
- Ivonni Maltezou
- Themis Manesis
- Stratos Pahis
- Stelios Pavlou
- Aris Petropoulos